# Cyrtochilum ligulatum
Cyrtochilum ligulatum là một loài thực vật có hoa trong họ Lan. Loài này được (Ruiz & Pav.) Mansf. ex Dalström mô tả khoa học đầu tiên năm 2001.